# Vilém Zdeněk Vratislav z Mitrovic
Vilém Zdeněk říšský hrabě Vratislav z Mitrovic (německy Wilhelm Sidonius Reichsgraf Wratislaw von Mitrowitz, též Wilhelm Zdenko Wratislaw-Mniszek-Wrani; 1576 – 19. ledna 1637) byl český šlechtic z rodu Vratislavů z Mitrovic. Od mládí byl maltézským rytířem a důstojníkem císařské armády. V pobělohorském období zastával funkci dvorského maršálka v Českém království (1625–1637) a byl také velkopřevorem Maltézského řádu v Čechách (1626–1637). V roce 1629 získal titul říšského hraběte.

## Život

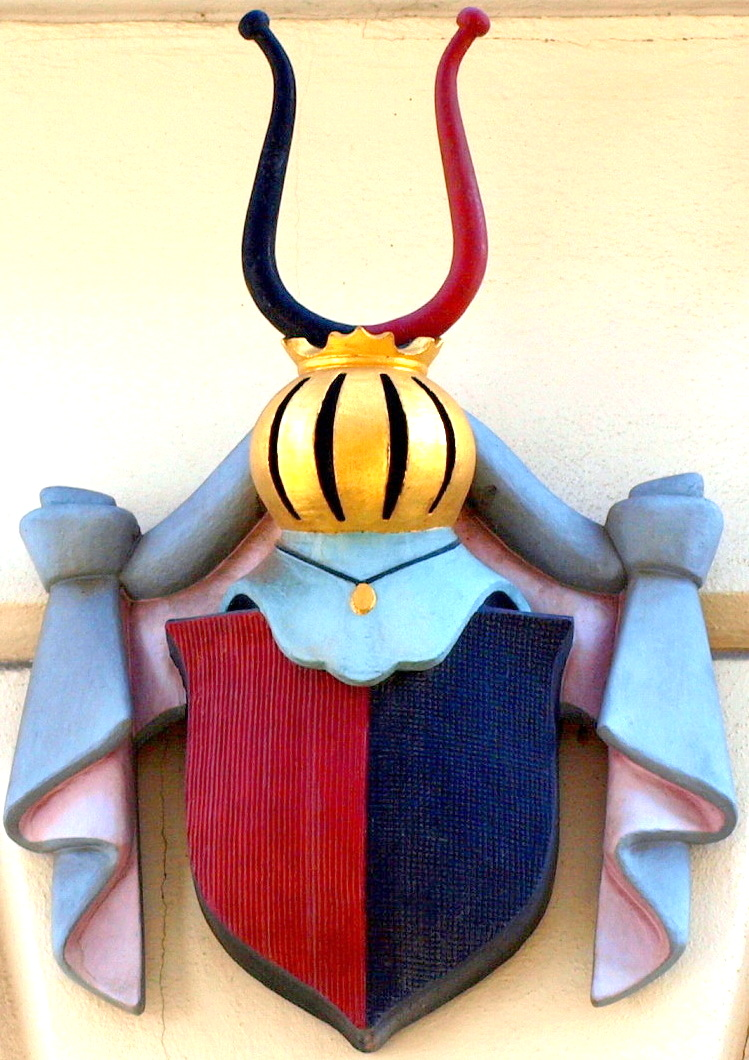
Rodový erb Vratislavů z Mitrovic

Pocházel ze starého šlechtického rodu Vratislavů z Mitrovic, z linie označované jako mníšecká. Narodil se jako třetí syn Jana Vratislava z Mitrovic (1530–1581) a jeho druhé manželky Ludmily z Vřesovic. Ve třiadvaceti letech vstoupil do Maltézského řádu a poté sloužil v císařské armádě. Během válek s Turky vynikl statečností při dobývání Ostřihomi a Hatvanu (1605). Souběžně se uplatnil u císařského dvora v Praze, kde byl v roce 1607 jmenován stolníkem (truchsasem). Spolu s bratry byl téhož roku povýšen do panského stavu, který platil pouze v rakouských zemích.[zdroj?] Zároveň postupoval v hierarchii Maltézského řádu a postupně jako komtur spravoval řádové komendy v Mailbergu nebo v Brně. Na konci vlády Rudolfa II. byl kapitánem gardy trabantů a v době pasovského vpádu se zúčastnil obrany Prahy. Za vlády císaře Matyáše získal hodnost císařského komorníka, která mu byla později potvrzena i Ferdinandem II. V roce 1619 byl členem doprovodu korunovace Ferdinanda II. ve Frankfurtu.
V roce 1626 byl zvolen představeným Maltézského řádu pro České království a jako prvnímu mu byl přiznán titul velkopřevora. Na základě Obnoveného zřízení zemského (1627) bylo postavení velkopřevorů Maltézského řádu významně posíleno, náleželo jim trvale místo ve sboru místodržících a pozice přísedícího zemského soudu, zároveň obdrželi právo hlasovat na zemském sněmu. Mezitím v císařské armádě dosáhl hodnosti plukovníka (1624) a stal se členem dvorské válečné rady. Pod velením Albrechta z Valdštejna se zúčastnil tažení v Čechách a v Sasku. V roce 1625 byl předním aktérem mírových jednání v Brunšviku, za nejasných okolností ale Valdštejnovu armádu krátce poté opustil. V roce 1629 získal titul říšského hraběte.[zdroj?] Do aktivní služby u vojska se vrátil až po Valdštejnově smrti a v letech 1634–1635 zastával funkci generálního válečného komisaře v Čechách. Jako diplomat se naposledy uplatnil v mírových jednáních se saským kurfiřtem Janem Jiřím (Pražský mír, uzavřený 30. května 1635).
Zemřel v Praze a byl pohřben v kapli sv. Zikmunda v katedrále svatého Víta, Václava a Vojtěcha. 

## Majetkové poměry

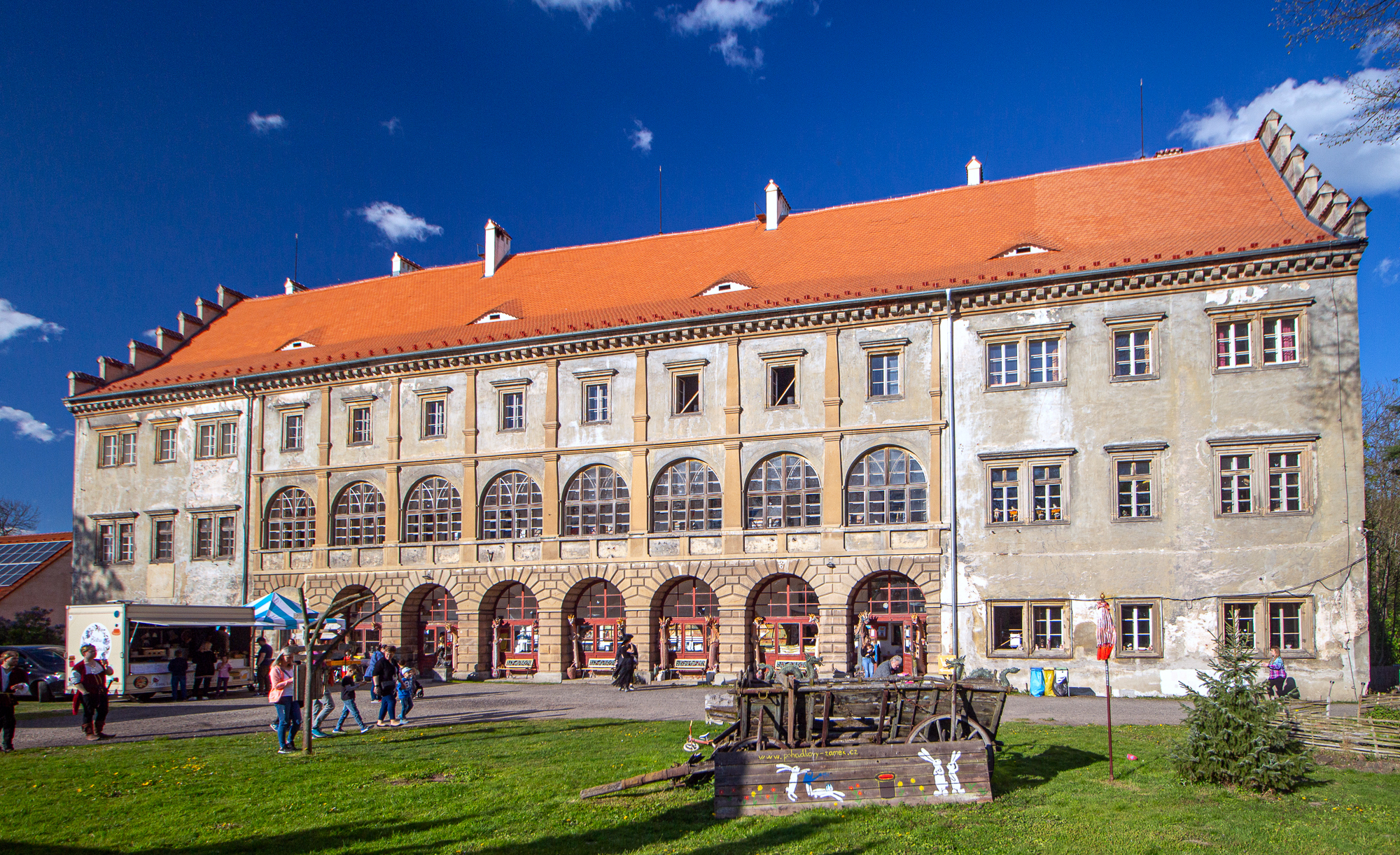
Zámek Horní Libchava

Po otci byl původně spolumajitelem dědického podílu na panství Mníšek pod Brdy, kterého se ale vzdal ve prospěch bratrů. V procesu pobělohorských konfiskací využil možností nákupu levných statků v severních Čechách, i když k tomuto regionu neměl žádný vztah. Jeho nároky byly předurčeny zvláštní císařskou rezolucí z ledna 1623, která nařizovala knížeti Lichtenštejnovi prodat Vratislavovi za výhodnou cenu některý z konfiskátů. V roce 1623 koupil statek Volfartice u České Lípy, téhož roku pak získal sousední panství Horní Libchava. Z předepsané kupní ceny 26 958 kop grošů zaplatil jen 1 809 kop, většina mu byla odpuštěna za vojenské služby. Transakce na Českolipsku završil nákupem panství Stružnice s částí městečka Jezvé v roce 1629. V tomto případě mu bylo z odhadní ceny 25 500 zlatých odpuštěno 10 000 zlatých. 
Jako velkopřevor Maltézského řádu byl uživatelem výnosu panství Strakonice, které bylo hlavním řádovým majetkem v Čechách již od 13. století. Po zhoubném požáru města (1626) poskytl městu úlevy, v roce 1629 potvrdil stará městská privilegia a povolil vznik několika nových cechů, v tomto aktu byla mimo jiné zohledněna převažující katolická víra strakonických měšťanů. Na strakonickém hřbitově nechal Vilém Vratislav postavit kapli Nejsvětější Trojice (1636), která později sloužila jako hrobka řádových rytířů. Jako představitel řádové komendy v Brně usiloval po bitvě na Bílé hoře o kompenzaci majetků zdevastovaných během stavovského povstání. Maltézským rytířům byl nakonec přiznán nárok na panství Dívčí Hrad ve Slezsku, kde později vznikla nová řádová komenda.
Ačkoliv jako maltézský rytíř nemohl volně nakládat se získaným majetkem, panství Horní Libchava odkázal svému bratru Zdeňkovi († 1641). Nároky na tento majetek uplatňoval současně Maltézský řád v čele s novým velkopřevorem Rudolfem Jeronýmem z Colloreda. Soudní spor mezi rodem Vratislavů a Maltézským řádem se táhl řadu let, causa byla navíc komplikovaná řadou Vilémových dlužních závazků vůči několika věřitelům. Po Zdeňku Vratislavovi převzal Horní Libchavu v roce 1641 formálně jeho synovec Jan Zdeněk († 1659), až v roce 1653 došlo k dohodě a tehdy Horní Libchava přešla trvale do majetku Maltézského řádu.
Funkci velkopřevora Maltézského řádu v Čechách zastávalo následně několik dalších členů rodu Vratislavů (Adam Vilém 1661–1666, František Šebestián 1667–1675, Jan Václav 1711–1712).